# Through the Looking Glass (album)
Through the Looking Glass – jedenasty album grupy muzycznej Toto. Wydany w 2002 roku, trzy lata po albumie Mindfields. Album to covery piosenek zainspirowany przez zespół.

## Lista utworów
1. "Could You Be Loved" – 3:47 (Bob Marley cover)
2. "Bodhisattva" – 4:51 (Steely Dan cover)
3. "While My Guitar Gently Weeps" – 5:15 (The Beatles cover)
4. "I Can't Get Next to You" – 4:04 (Al Green cover)
5. "Living for the City" – 5:49 (Stevie Wonder cover)
6. "Maiden Voyage/Butterfly" – 7:33 (Herbie Hancock cover)
7. "Burn Down the Mission" – 6:28 (Elton John cover)
8. "Sunshine of Your Love" – 5:13 (Cream cover)
9. "House of the Rising Sun" – 4:40 (The Animals cover)
10. "Watching the Detectives" – 4:04 (Elvis Costello cover)
11. "It Takes a Lot to Laugh, It Takes a Train to Cry" – 3:52 (Bob Dylan cover)